# Georges Ohnet
Georges Ohnet [ejtsd: 'oné'], régies magyarítással Ohnet György (Párizs, 1848. április 3. – Párizs, 1918. május 5.) francia regény- és drámaíró.

## Életpálya
Ohnet a Collège Sainte-Barbe-ben és a Lycée Napoléonban jogot tanult. Később ügyvéd lett, de ezt hamarosan abbahagyta. A francia-porosz háború után  a Pays majd  a Constitutionnel című folyóiratok szerkesztője lett. A mérnök és drámaíró Louis Denayrouze-zal együttműködve  készítette el a Regina Sarpi című darabot, majd 1877 folyamán a Marthe címűt.
Ohnet Georges Sand csodálója volt, ellenezte a realista modern regényeket. Egyszerű és idealista karakterű regénysorozatot kezdett el, Les Batailles de la vie címmel, melyet a kritikusok ugyan irreálisnak és közhelyesnek csúfoltak, de nagy népszerűek voltak. A sorozathoz tartoztak a Serge Panine című regények (1881), amelyet az akadémia díjazott; Le Maître de forges (1882), La Grande Marnière (1885), Volonté (1888) és a Dernier Amour (1891). Számos regényét nagy sikerrel vitték színpadra, a Le Maître de forges-t, amelyet 1883-ban a Gymnase-ban adtak elő, egy egész éven át játszották. Később megjelent művei: Le Crépuscule (1902), Le Marchand de Poison (1903), La Conquérante (1905), La dixième muse (1906). 1902-ben a Société des Auteurs et Compositeurs Dramatiques elnökévé választották.

## Stílus
Ohnet olvasóközönségének megértése segített neki kidolgozni azt a szenvedélyes stílust, amelyről híressé vált. Megvetette a romantikus melodráma motívumát, ehelyett az összetett szenvedély ábrázolását választotta. Irodalmi zsenialitása abban rejlett, hogy képes volt eredetiséget vinni egy olyan archetipikus műfajba, mint a romantikus melodráma. Ez a tulajdonsága tette őt korának egyik legolvasottabb szerzőjévé.

## Művek
Ohnet főműve a Le Maître de forges című regény volt. (A kovácsmester, 1882). A könyv azonnal sikert aratott, és nemcsak a francia olvasók, hanem Európa más részein is széleskörű fogadtatásra talált. Megjelenése után nem sokkal Codorníu Julia filippínó író spanyolra is lefordította. A regényt már az 1910-es években is (A vasgyáros) és később is többször megfilmesítették.
Ohnet más műveivel is sikert aratott. Sarah grófnő (1882), Lise Fleuron (1884), A Croix-Mort-i hölgyek (1886), Will (1888), Dr. Rameau (1889), Serge Panine' (1890) és A mélység fenekén (1899), mely utóbbit általában az egyik legjobb művének tartják.

## Művei
- Serge Panin (Az élet harcai c. fordította Fái Béla, Budapest, 1882
- Maître des orges (1882, magyarra Vasgyáros címen ford. Fái Béla, Budapest, 1885)
- La comtesse Sarah (1883, ford. Sziklay János, Budapest, 1890)
- Lise Fleuron (1884)
- La grande marniére (1885)
- Les dames de la Croix-Mort (1886, magyarra fordította Sasváry Ármin, Budapest 1890)
- Noir et rose (elbeszélések 1887)
- Volonté (1888)
- Lâme de Pierre és Dette de haine (1891, az előbbit fordította Fái B., az utóbbit Tóth B., Budapest, 1890-91)
- Nemrod et Comp. (1891)
- Droit de l'enfant (mind a kettőt fordította Tóth Béla, Budapest 1892 és 1894)
- L'inutile richesse (Páris 1896)

Mint drámaíró, aránylag kisebb sikerrel működött és kisebb tevékenységet is fejtett ki. Dramatizált regényein kívül említendő: 
- Marthe (vígjáték, 1877)
- Regina Sarpi (dráma)

## Magyarul megjelent művei
Művei több kiadó kiadásában jelentek meg az 1880-as évektől.

### AzEgyetemes Regénytárbanmegjelent művek
Számos műve az Egyetemes Regénytár-sorozatban jelent meg:
- A bánya. Regény. Francziából ford. Fái J. Béla. 2 köt. (173, 167 l.)
- Lise Fleuron. Regény. 2 rész. (159, 159 l.) 1886
- A Croix-Mort grófnők. Regény. 2 kötet. – A hattyú-dal. Elbeszélés. (160, 158 l.) 1886
- Sarah grófnő. regény. Fordította Sziklay János. 2 kötet. (160, 160 l.) 1887
- Akarat. Regény. Fordította Tóth Béla. 2 kötet. (170, 149 l.) 1888
- Rameau orvos. Regény. 2 rész. (160, 150 l.) 1889
- Utolsó szerelem. Franciából fordította Tóth Béla. 2. kötet. (151, 140 l.) 1889
- A Pierre lelke. Regény. Fordította Fái Béla. 2 kötet. (152, 150 l.) 1890
- A vasgyáros. Fordította Fái J. Béla. 2 kötet. (164, 154 l.) 1891
- A gyűlöltség adója. Regény. Franciából fordította Tóth Béla. 2 kötet. (138, 168 l.) 1891
- Nimród és társai. Regény. Franciából fordította Tóth Béla. 2 köt. (156, 167 l.) 1892
- A gyermek joga. Regény. Franciából fordította Tóth Béla. I. kötet. (167 l.) 1894
- Régi harag. Regény. Fordította Fái J. Béla. 2 kötet. (162, 149 l.) 1895
- Hiábavaló gazdaság. Regény. Fordította Fái J. Béla. 2 kötet. (150, 153 l.) 1896
- A képviselő leánya. Regény. (181 l.) 1897
- A faviéresi lelkész. Regény. 2 kötet. (156, 154 l.) 1897
- Páris királya. Fordította Lyka Károly. 3 kötet. (166, 144, 115 l.) 1898
- Az örvény fenekén. Regény. 3 kötetben. Fordította özv. Csepreghy Ferencné. (151, 176, 160 l.) 1899
- A szirén. Regény. Fordította Zigány Árpád. 2 kötet. (155, 216 l.)
- A könnyűvérüek. Regény. Fordította Zempléni P. Gyula. 3 kötet. (143, 150, 123 l.) 1901
- Alkony. Regény. Fordította Novelly Riza. (144 l.) 1902
- Út a szerelemhez. Regény 3 kötetben. Fordította Novelly R. (156, 141, 159 l.) 1902
- A méregvásár. Regény 3 kötetben. Fordította Zadányi Henrik. (160, 143, 157 l.) 1903
- A dicsőség útja. Regény. 3 kötet. (156, 140, 152 l.) 1904. 3
- Halál Bonapartera! Ford.: Sebestyén Károlyné. 1912. 2 köt.
- A sas karmai. Ford.: Sebestyén Károlyné. 1913. 2 köt.
- Panin Szergiusz. Ford.: Fái J. Béla. 1914. 3 köt.

### Egyéb helyen (is) megjelent művek
- Az élet harczai. (Panin Szergius.) Regény. Ford. Fái J. Béla. 2 kötet. A franczia Akadémia által dijkoszorúzott regény. K. 8° (II, 152; II, 169 l.) Budapest, 1882. Révai testv.
- Az élet harczai. A hámoros. Regény. 2 kötet. 8° (224, 222 l.) Budapest, 1885. Révai testv.
- Sarah grófnő. Regény. Fordította Sziklay János. (k. 8a-r. 160 l.) Bpest, 1890. Singer és Wolfner
- A Pierre lelke. Regény. Fordította Fái J. Béla. (k. 8-r. 152, 150 l.) Bpest, 1890. Singer és Wolfner
- A Croix-Mort grófnők. Regény. A hattyúdal. Elbeszélés. Fordította Sasvári Á. (8-r. 160,158 l.) Bpest, 1890. Singer és Wolfner
- Serge Panin. Fordította Zempléni P. Gyula. (k. 8-r. 305 l.) Bpest, 1891. Rozsnyai Károly
- A vasgyáros. Franciából fordította Liptai Kornél. (k. 8-r. 139 l.) Bpest, 1891. Gerő és Kostyál
- A vasgyáros. Regény. Fordította Zempléni P. Gyula. (k. 8-r. 301 l.) Bpest, 1891. A »Regényvilág« kiadóhivatala
- A bánya. Regény két kötetben. Fordította Kató. 2 kötet. (k. 8-r. 87, 86 l.) Bpest, 1897. Vass József kiadása
- A szerelem mámorában. Regény. Franciából fordította Liptai Károly (k. 8-r. 398 l.) Szeged, 1896. Endrényi Imre
- A szerelem mámora. Fordította Endrei Zalán. (n. 8-r.) Bpest, 1903. Markovits és Garai kvny.
- A szürkeruhás hölgy. Regény 2 kötetben. Fordította Orior. 5. kiadás. 152, 144 l.) 1904. (Legjobb Könyvek)
- A császár ezredese. Színmű 6 képben. Fordította Fáil Béla. (88 l.) [é. n., 1905 k.]
- A vasgyáros. Regény. Ford. Kató. (k. 8-r. 232 l.) Bpest, (é. n. [1905 k.]) Markovits és Garai kvny.
- Az alkony. Regény. [Ford.: Novelly Riza.] [1916.] 32 l.
- Alkony. Regény. Ford.: Novelly Riza. uo., [1919]. 144 l.
- Akarat. Regény. Ford.: Tóth Béla. Bp., [1919]. Singer–Wolfner. 293 l.
- Utolsó szerelem. Regény. Ford.: Tóth Béla. Bp., [1919]. Singer–Wolfner. 285 l.

## Képtár
- A sas karmai
- Lise Fleuron
- A vasgyáros
- Út a szerelemhez

## Fordítás
Ez a szócikk részben vagy egészben  a   Georges Ohnet című angol Wikipédia-szócikk ezen változatának fordításán alapul.  Az eredeti cikk szerkesztőit annak laptörténete sorolja fel. Ez a jelzés csupán a megfogalmazás eredetét és a szerzői jogokat jelzi, nem szolgál a cikkben szereplő információk forrásmegjelöléseként.